# Batu Siharulidze
Batu Siharulidze (República de Georgia, 7 de mayo de 1960) es un artista reconocido principalmente por sus esculturas abstractas figurativas. Reside en Boston, Massachusetts, donde es profesor asociado de Arte en la Boston University.